# あらいぐま
あらいぐま（? - ）は、日本のイラストレーター、漫画家、原画家。女性。主に成人向け漫画と小説などのイラストを執筆している。

## 作品

### イラスト

#### 2000年
- LoveCall（ミンク　ゲーム原画）[1]

#### 2001年
- LoveCall（原画集　KSS出版　書き下ろし 他）[1]

#### 2003年
- 2×4ひとつ屋根の下で（美遊　ゲーム原画）[1]

#### 2005年
- 秘密のカンケイ（さ～くるクレージュ　ゲーム原画）
- ToHeart2アニメ化記念冊子（イマジカ　モノクロイラスト）
- 姉×弟メイド細腕繁昌記（Parthenon　ゲーム原画）
- ラブドキ東京恋探偵　ボーダフォンVアプリ対応（ライドオン　ゲーム原画）
- _summer小説1巻（ソフトガレージ　挿絵）
- しすたぁ孕すめんと（Parthenon　ゲーム原画）
- SoulLinkビジュアルガイド（角川書店　ゲストピンナップ）
- LikeLike小説4巻（ソフトガレージ表紙+ピンナップ+一部挿絵）
- ホワイトブレスビジュアルファンブック（宙出版　ゲストピンナップ）

#### 2006年
- 電撃萌王2月号（株式会社メディアワークス　おとなの萌王イラスト）
- すいすい-sweetheart swimmer（MAIKA-p　ゲーム原画デフォルメ絵）
- 瑞本つかさ先生のエッチを覚える大人の性教育レッスン!（SQUEEZ　ゲーム原画）
- かけた月は戻らない（ClockUp　ゲーム原画）
- 魂響～御霊送りの詩～（Yeti　ゲストピンナップ）
- Sweets!!オシオキSweetieファンディスク（裸足少女　ゲスト壁紙）
- 逃亡者第五話～砂時計のメイド～（Waffle　ゲーム原画）
- @とらのあな虎の穴ケータイコンテンツ（とらのあな期間限定イラスト）
- ラブドキ東京恋探偵au版　BREW(R)対応（ライドオンゲーム　原画）
- _summer小説2巻（ソフトガレージ　挿絵）
- _summer小説3巻（ソフトガレージ　挿絵）

#### 2007年
- LastStage～10年目の奇跡～ﾎﾜﾙﾊﾞ10周年即売会（HP告知用イラスト）
- おしえて唯子先生エッチを覚える大人の性教育レッスン!!（SQUEEZ　ゲーム原画）
- とらぶるサッキュバス（マリン　ゲーム原画）
- とらぶるサッキュバス-- オリジナルサウンドトラック（マリン　CDジャケットイラスト）
- MagusTale（Whirlpool　予約特典冊子イラスト）
- Ｅ☆2-えつ-Vol.11（メディエイション　魔女っ子イラスト）
- いけいけ!僕らの戦国ランス（ハーヴェスト出版　モノクロイラスト）
- ギャルゲ.com壁紙（Galge.com　無料配布壁紙）
- あかね色に染まる坂オフィシャルファンブック（feng　ゲスト参加）
- 夜姦診察（ex12　ゲーム原画）
- いけいけ!僕らの恋姫†無双（ハーヴェスト出版　モノクロイラスト）
- 電撃萌王4月号（株式会社メディアワークス　おとなのカレンダー）

#### 2008年
- 唯子先生のかなりHな抱き枕（SQUEEZ　抱き枕イラスト）
- 今日からプリンス（ビタミン　ゲーム原画）
- サンシャインクリエイション10周年記念（クリエイション事務局　クリアファイル用イラスト）
- サンシャインクリエイション39（クリエイション事務局　カタログ表紙用カラーイラスト）
- MARIONETTE ZERO（TAIL WIND　特典冊子にカラーイラスト）
- 魔女ッ娘とりこロール萌雛（HINA SOFT　ゲーム原画）
- 携帯ゲーム待ちうけ（株式会社WINLITE　SCHOOL DAYS）
- 萌え萌えジュエリー図鑑（イーグルパブリシング　カラーイラスト1点）
- DVD BugBug Vol.10（SUN出版　雑誌用唯子たんイラスト）
- Ｅ☆2-えつ- Vol.13（メディエイション　カラーイラストミミっ娘）

#### 2009年
- TRIBUTE OF EXIT（TUNESEXITTUNES　カラーイラスト）
- 紫電 ～円環の絆～beginner's book（ハーヴェスト出版　カラーとモノクロ2点）
- いけ！いけ！僕らの天神乱漫（ハーヴェスト出版　カラーとモノクロ2点）
- デイドリーム虚実皮膜同人誌にゲストイラスト寄稿
- C77パンフ注意書きコミックマーケット準備会イラスト寄稿
- 東方 月花宴東方歌留多館花札用イラスト一枚
- 龍の金曜日龍牙翔発行の10周年記念誌にイラスト寄稿
- D.C. Girl's Symphony 〜ダ・カーポ〜 ガールズシンフォニー（コンプエース(角川書店)　連載漫画作画）
- かんなぎアンソロジーコミック 「神様は非処女?」（オークラ出版　裏表紙絵）

#### 2010年
- 東方 犬走椛萌神社 R-18抱き枕カバー裏表全身カラーイラスト2枚
- 東方 紅美鈴萌神社 R-18抱き枕カバー裏表全身カラーイラスト2枚
- 萌☆写（SEGA　デートカードイラスト
- 嘘の上で天使は何冊マンガを読めるか?（富士見書房（富士見ファンタジア文庫）　ドラゴンマガジン5月号：挿絵）
- 嘘の上で天使は何冊マンガを読めるか？（富士見書房（富士見ファンタジア文庫）　ドラゴンマガジン7月号：挿絵）
- 嘘の上で天使は何冊マンガを読めるか？（富士見書房（富士見ファンタジア文庫）　小説1巻：カラー表紙&挿絵）
- 嘘の上で天使は何冊マンガを読めるか？（富士見書房（富士見ファンタジア文庫）　小説2巻：カラー表紙&挿絵）
- クリアファイル描き下ろし（クリア工房　カラーイラスト）
- 2010年2月TOPイラスト（超広域接続所SIDE24　カラーイラスト）
  - 購入可能描き下ろしイラストArt Clipカラーイラスト
- なりきりバカップル本当はアンタとなんてイチャイチャしたくないんだからね!（ネル　原画）
- 乙女心プリスター10周年記念スペシャルアートBOOKS（エスクード　カラーイラスト）

#### 2011年
- 辿り着く君の道標（スレイプニル　パッケージイラスト）
- オリジナルイラスト（スレイプニル　壁紙用イラスト）
- 魔法少女ここあ（プライム　オナホールパッケージイラスト）
- QMAイラスト（I LOVE YOUカンパニー　抱き枕カバー用イラスト）
- オリジナルイラスト（I LOVE YOUカンパニー　壁紙用イラスト）
- よいこの萌えっ娘濡れスケ（コアマガジン　カラーイラスト）
- 絵師100人展（産経新聞主催　展示用カラーイラスト）
- コミックPフラート Vol.11（株式会社マックス　ピンナップカラー）
- 巨乳ちゃんはビ・ン・カ・ン（祭企画×DMM　ゲーム原画、および一部彩色）
- 朝からずっしりミルクポット（ぷちぱら文庫　ピンナップカラー）
- To Heart2短編集（なごみ文庫　ピンナップカラー&挿絵）
- 『処女はお姉さまに恋してる 2人のエルダー 私の嫌いなお姉さま』（（2011年（平成23年）8月31日、パラダイム（まるち文庫）　挿絵）
- 『処女はお姉さまに恋してる 2人のエルダー 愛情は最高のスパイス！』（（2011年（平成23年）11月25日発売、パラダイム（まるち文庫）　挿絵）

#### 2012年
- 特命OL×制服ブレイク（DMM/ソシャゲカードゲームイラスト）
- ???（未来少年　ソシャゲカードゲームイラスト）
- 姫奪!ダンジョンズロード（ISpicysoft　ソシャゲカードゲームイラスト）
- マジョカマジョルナ（HappyElements　ソシャゲカードゲームイラスト）
- オリジナルイラスト（スレイプニル　クリアファイル・壁紙用イラスト）
- オリジナルイラスト（I LOVE YOUカンパニー　壁紙用イラスト）
- ArtStyleインタビューイラスト PUSH7月号（株式会社マックス　カラーイラスト）
- QMAイラスト/I LOVE YOUカンパニー（抱き枕カバー用イラスト）
- くびわ学級　ボクは幼馴染様のしもべです（AHAAN　ゲーム原画）
- 『処女はお姉さまに恋してる 2人のエルダー 淡雪のコイゴコロ』（（2012年（平成24年）1月27日発売､パラダイム（まるち文庫）　挿絵）
- 『処女はお姉さまに恋してる 2人のエルダー 薫るは甘き恋模様』（（2012年（平成24年）3月29日､パラダイム（まるち文庫）　挿絵）
- 『処女はお姉さまに恋してる 2人のエルダー 卒業式前夜』（（2012年（平成24年）5月30日発売パラダイム（まるち文庫）　挿絵）
- 『処女はお姉さまに恋してる 2人のエルダー あなたのカオリ』（（2012年（平成24年）7月20日発売）、パラダイム（まるち文庫）　挿絵）
- 『処女はお姉さまに恋してる 2人のエルダー 乙女な騎士に花束を』（（2012年（平成24年）9月28日発売）、パラダイム（まるち文庫）　挿絵）
- 『処女はお姉さまに恋してる 2人のエルダー 星の定めしこと』（（2012年（平成24年）11月29日発売）、パラダイム（まるち文庫）　挿絵）

#### 2013年
- 3人いる!（riffraff　原画）
- 3人いる! ～Happy Wedding in Livingroom～」（ゲーム原画）
- 特命OL×制服ブレイク（DMM　ソシャゲカードゲームイラスト）
- ハーレムゲイン（虎の穴ゲーム　ソシャゲカードゲームイラスト）
- 特命OL×制服ブレイク（DMM　ソシャゲカードゲームイラスト）
- 炎の孕ませわんぱくおっぱいお嬢様学園（SQUEEZ　原画）
- 三国志ゲーム（DMM　ソシャゲカードゲームイラスト）
- 神姫ワルキューレラウンズ（スパイシーソフト　ソシャゲカードゲームイラスト）
- 限界凸騎モンスターモンピース（コンパイルハート　PS Vitaゲームイラスト）
- 姫奪!ダンジョンズロード（ISpicysoft　ソシャゲカードゲームイラスト）
- QMAイラスト/I LOVE YOUカンパニー（抱き枕カバー用イラスト）
- 『処女はお姉さまに恋してる 2人のエルダー 初音と優雨の未来予想図』（（2013年（平成25年）2月27日発売）、パラダイム（まるち文庫）　挿絵）
- 『処女はお姉さまに恋してる 2人のエルダー 雅楽乃のエルダー選挙』（（2013年（平成25年）7月30日発売）、パラダイム（まるち文庫）　挿絵）

### 漫画

#### 2002年
- ショタ狩り Vol.9（松文館　成人向け漫画 16P）

#### 2004年
- コミックメガプラス Vol.12（コアマガジン　ゲストピンナップ）

#### 2005年
- COMICポプリクラブ　2005年7月号（マックス(晋遊舎)　成人向け漫画16P）

#### 2007年
- コードギアス公式アンソロジー Queen 1巻（角川書店　ルルCC漫画12P）

#### 2008年
- コードギアス公式アンソロジー Queen2巻（角川書店　ルルCC漫画 12P）
- コードギアス公式アンソロジー Queen3巻（角川書店　ルルCC漫画 12P）
- コードギアス公式アンソロジー Queen4巻（角川書店　ルルCC漫画 16P）
- コードギアス公式アンソロジー Queen5巻（角川書店　ルルCC漫画8P）
- COMICポプリクラブ　2008年7月号（株式会社マックス　成人向け漫画24P）

#### 2010年
- コミックPフラート　Vol.6（株式会社マックス　巻頭カラー有 成人向け漫画24P）

#### 2011年
- 朝からずっしりミルクポット2㍑虎の穴限定特装版（とらのあな　成人向け漫画12P）
- 超EROVEる-ヤミ&ミカン-（オークラ出版　成人向け漫画18P）
- 彼氏がアブな私のアソコ～香奈は卵も入ります～（コミックHIMEクリ　成人向け漫画24P）

#### 2012年
- 姫様の結婚前夜（IRafyou　成人向け漫画16P）
- 舞姫無双 Act.01（ブレインハウス　成人向け漫画16P）
- 舞姫無双 Act.02（ブレインハウス　成人向け漫画18P）

#### 2013年
- 舞姫無双 Act.05（ブレインハウス　成人向け漫画20P）
- 舞姫無双 Act.06（ブレインハウス　成人向け漫画20P）
- 舞姫無双 Act.07（ブレインハウス　成人向け漫画20P）
- 舞姫無双 ACT.08（ブレインハウス　成人向け漫画26P） [2]
- COMICポプリクラブ　2013年9月号（株式会社マックス　成人向け漫画20P）

#### 2014年
- 制服無双 1限目（富士美コミックス 成人向け漫画20P）
- COMICポプリクラブ　2014年4月号（株式会社マックス　成人向け漫画20P）
- COMICポプリクラブ　2014年7月号（株式会社マックス　成人向け漫画20P）
- やめられない♪とまらない!!ぷれみあむ・がーるず (ポプリコミックス) [3]
- iDOLラヴァーズ（月刊 コミックアーススター　一般向け漫画20P）（2014年3月 - ?）
- ラブリー・夏美少女らいぶっ!（株式会社マックス　成人向け漫画20P）[4]
- COMICポプリクラブ　2014年9月号（株式会社マックス　成人向け漫画20P）
- 『淫ら恋する乙女たち』2019年11月（成人向け漫画20P）